# Tord Holmgren
Tord Holmgren (ur. 9 listopada 1957 w Palohournas) – szwedzki piłkarz występujący na pozycji pomocnika. Brat innego piłkarza, Tommy'ego Holmgrena.

## Kariera klubowa
Holmgren karierę rozpoczynał w 1976 roku w trzecioligowym Gällivare SK. W 1977 roku przeszedł do pierwszoligowego IFK Göteborg, w którym występował do 1987 roku. Przez ten czas zdobył z zespołem cztery mistrzostwa Szwecji (1982, 1983, 1984, 1987) oraz trzy Puchary Szwecji (1979, 1982, 1983). Dwa razy wygrał z nim też rozgrywki Pucharu UEFA (1982, 1987). W 1988 roku odszedł do norweskiego Fredrikstadu, grającego w drugiej lidze. Po sezonie 1988 zakończył tam karierę.

## Kariera reprezentacyjna
W reprezentacji Szwecji Holmgren zadebiutował 14 listopada 1979 w wygranym 3:1 towarzyskim meczu z Malezją, w którym strzelił też gola, który był jednocześnie jego jedynym w kadrze. W latach 1979–1985 w drużynie narodowej rozegrał 26 spotkań.